# Lambertianine D
La lambertianine D est un ellagitanin. La molécule est un tétramère de la casuarictine avec des liaisons esters entre les groupes d'acide sanguisorbique et de glucose.
Elle est trouvée dans la plante Rubus lambertianus.